# Svatý Otmar
Svatý Otmar, také Otomar, Ótomár, Othmar, Audomar, (689/690 asi v blízkosti St. Gallen – 16. listopadu 759 ostrov Werd u Eschenz v Stein am Rhein) byl kněz, zakladatel a první opat benediktinského kláštera v St. Gallenu. Roku 864 byl svatořečen kostnickým biskupem Solomonem I., za pontifikátu sv. Mikuláše I. Velkého. Od té doby byl uctíván, svátek slaví 16. listopadu.

## Život světce
Svatý Otmar byl německého (alamanského) původu. Roku 719 přebral vedení mnichů, kteří se usadili u hrobu sv. Havla v dnešním St. Gallenu. Před jeho příchodem se jednalo o poustevny s několika málo mnichy. Roku 746 povstání Alamanů proti Frankům vyústilo v popravu alamanské šlechty a oblast se dostala pod vliv karolínské říše. Tímto způsobem se dostalo do diskuze i St. Gallen, které bylo pod nátlakem přinuceno sjednotit kostel a klášter pod benediktínskou řeholí, což bylo v souladu se strategií karolínské říše. Za to obdržel klášter pozemky od franského majordoma Karla Martela. Otmar tedy vystavěl klášter a dal mu řeholi svatého Benedikta, také pozvedl klášterní kázeň. Pod Otmarovým vedením zažil klášter svůj první rozkvět. Jak duchovní život uvnitř kláštera, tak i pomoc chudým a nemocným mimo klášterní zdi. Přizpůsobil tomu odpovídajícím způsobem i „infrastrukturu“. Postavil ubytovnu a hospic pro nevyléčitelně nemocné a malomocné, což má velký lékařsko-historický význam, protože to byla nejstarší instituce tohoto typu ve Švýcarsku. Otmar se věnoval přímo realizaci: setkával se s chudými a vybíral nemocné pro své zařízení. Díky charitativní činnosti se Otmar stal významným symbolem alamanského národního vědomí. Značná nelibost místních hrabat na nezávislosti kláštera se projevovala v častých sporech. Kromě toho si na klášter dělal nároky i biskup Sidonius von Konstanz (Kostnice). Tyto důvody vedli ke křivému obvinění Otmara z cizoložství a nemravnosti, pro něž byl roku 759 zatčen a souzen. Odsoudili ho k trestu smrti hladem v královském paláci Bodman na břehu Überlingersee (u Ludwigshaven), ramena Bodamského jezera (Bodensee). Následně došlo ke zmírnění trestu a Otmara byl držen ve vazbě na ostrově Werd. Zde zemřel téhož roku, dne 16. listopadu 759. Po deseti letech byly jeho ostatky tajně převezeny a uloženy do krypty klášterního kostela sv. Havla a Otmara v St. Gallenu. Jeho tělo v době nového uložení nevykazovalo žádné známky rozkladu. Roku 864 byl svatořečen biskupem Constancem Solomonou.

## Přínos pro církev
Z historického pohledu můžeme brát teologii Otmara, jako předchůdce náboženských hnutí v 12. a 13. století, především v souvislosti s životem v chudobě, hlásáním evangelia a zájmem o obyčejné a chudé lidi. Proto není divu, že dnes patří bývalý benediktinský klášter na ostrově Werd františkánskému řádu. Františkánští mniši také opatrují malou kapličku zasvěcenou sv. Otmarovi, která k němu přiléhá.

## Zobrazování
V uměleckých prezentacích je Otmar znázorňován jako opat, u sebe má vinný hrozen a soudek vína. To vychází z údajného zázraku rozmnožení vína, jelikož měl sud, který se nikdy nevyprázdnil, přestože z něj naléval chudým a poutníkům, bylo stále co pít. Jiná legenda se váže k jeho tajnému převozu do St. Gallenu. Když potřebovali převézt tělo, které bylo i po deseti letech naprosto neporušené, k přemístění využili vinného sudu. Na jezeře je však zastihla bouře, ale jako zázrakem se nikomu nic nestalo a tělo bezpečně dopravili až na místo určení.

## Uctívání a kult

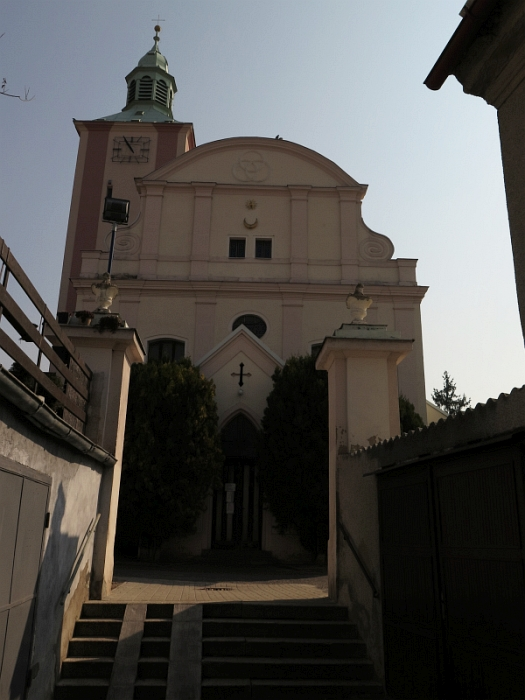
Kostel svatého Otmara v Hoštce, jediný zasvěcený sv. Otmaru v České republice

Otmarův kult se ve středověku velmi rozšířil ve Švýcarsku i v Německu. Vyvinula se kolem něho živá tradice, jako jsou svěcená voda, olej a dětské šatičky, protože věřící od něj očekávají pomoc. Jako pomocník při dětských nemocech je uctíván dodnes v Eutenhausenu v augšpurském biskupství. Pouť k tamějšímu farnímu kostelu a vzývání Otmara jsou známy od 18. století. Posvěcené „Otmarovy halenky“ byly dříve oblékány nemocným dětem po devět dní.
Také v Attenhausenu u Krumbachu, rovněž v augšpurském biskupství, je dodnes, i když v menší míře než dříve, Otmarova pouť. Má svůj počátek v 17. století, vrcholu dosáhla roku 1750, kdy farní obec Attenhausen dostala darem od opata kláštera St. Gallen Otmarovu relikvii. Pak se podle tradice udály v attenhausenském kostele sv. Otmara četné zázraky, především uzdravení nemocných. Zvláštními poutními dny v Attenhausenu jsou každoročně postní čtvrtky.
Na ostrově Werdu, kde Otmar zemřel, zůstaly dodnes poutě živé.
Sv. Otmar je spojen i s pozdějším světcem, a to se sv. Wolfgangem z Řezna (930–994), patronem Bavorska, kterému se údajně zjevil roku 965 a vybízel ho k misijní činnosti, kterou měl konat jako „chudý a nuzný“. Takto prošel Čechami do Uher a získával pověst světecky žijícího kazatele. Později, jako řezenský biskup, napomohl vzniku pražského biskupství.
V českých zemích nacházíme uctívání sv. Otmara na několika místech. Například ve obci Hoštka (nedaleko Štětí, okres Litoměřice) nalezneme kostel svatého Otmara, a je i patronem města. Kostel je jednolodní barokní stavbou s gotickým odsazeným presbytářem, na jehož severní straně se nachází mohutná hranolová renesanční věž a na jižní straně můžeme najít sakristii.
Další je obec Otmarov, která je nejmenší a nejmladší obcí mikroregionu Cezava (jižní Morava). Dominantou obce je kaple sv. Otmara, kterou v průběhu roku 1883 na památku stého výročí založení obce, postavili občané.
Úcty se mu též dostalo u benediktinů v Praze na Břevnově.

## Otmarovy ostatky a relikvie
Karel IV. získal od tehdejšího opata Hermanna von Bonstetten za potvrzení některých významných privilegií ostatky sv. Havla a část ruky a přední část lebky sv. Otmara. Část ostatků v relikviáři daroval Karel IV. kostelu sv. Havla na Starém Městě, ostatní uložil ve stříbrném relikviáři do pražské katedrály.

## Pranostika
Na svatého Otmara, nevidět komára.